# Visual Studio Code
Visual Studio Code là một trình soạn thảo mã nguồn được phát triển bởi Microsoft dành cho Windows, Linux và macOS. Nó hỗ trợ chức năng debug, đi kèm với Git, có chức năng nổi bật cú pháp (syntax highlighting), tự hoàn thành mã thông minh, snippets, và cải tiến mã nguồn. Nó cũng cho phép tùy chỉnh, do đó, người dùng có thể thay đổi theme, phím tắt, và các tùy chọn khác. Nó miễn phí và là phần mềm mã nguồn mở theo giấy phép MIT, mặc dù bản phát hành của Microsoft là theo giấy phép phần mềm miễn phí.
Visual Studio Code được dựa trên Electron, một nền tảng được sử dụng để triển khai các ứng dụng Node.js máy tính cá nhân chạy trên động cơ bố trí Blink. Mặc dù nó sử dụng nền tảng Electron nhưng phần mềm này không phải là một bản khác của Atom, nó thực ra được dựa trên trình biên tập của Visual Studio Online (tên mã là "Monaco").
Trong cuộc khảo sát vào năm 2018 trên Stack Overflow, Visual Studio Code được xếp hạng là trình biên tập mã phổ biến nhất, với 34.9% của 75398 người trả lời tuyên bố sử dụng nó.

## Lịch sử
Visual Studio Code được công bố, ra mắt phiên bản thử nghiệm vào ngày 29 tháng 4 năm 2015 bởi Microsoft tại hội nghị Build 2015.
Vào ngày 18 tháng 11 năm 2015, Visual Studio Code được phát hành dưới giấy phép MIT và mã nguồn của nó được đưa lên GitHub. Chức năng Extension (tiện ích mở rộng) cũng được công bố.
Vào ngày 14 tháng 4 năm 2016 Visual Studio Code hoàn tất thử nghiệm và được phát hành chính thức.

## Tính năng
Visual Studio Code là một trình biên tập mã. Nó hỗ trợ nhiều ngôn ngữ và chức năng tùy vào ngôn ngữ sử dụng theo như trong bảng sau. Nhiều chức năng của Visual Studio Code không hiển thị ra trong các menu tùy chọn hay giao diện người dùng. Thay vào đó, chúng được gọi thông qua khung nhập lệnh hoặc qua một tập tin .json (ví dụ như tập tin tùy chỉnh của người dùng). Khung nhập lệnh là một giao diện theo dòng lệnh. Tuy nhiên, nó biến mất khi người dùng nhấp bất cứ nơi nào khác, hoặc nhấn tổ hợp phím để tương tác với một cái gì đó ở bên ngoài đó. Tương tự như vậy với những dòng lệnh tốn nhiều thời gian để xử lý. Khi thực hiện những điều trên thì quá trình xử lý dòng lệnh đó sẽ bị hủy.
| Chức năng                        | Ngôn ngữ |
| -------------------------------- | --- |
| Syntax highlighting              | Batch, C++, Clojure, CoffeeScript, DockerFile, Elixir, F#, Go, Pug template language, Java, HandleBars, Ini, Lua, Makefile, Objective-C, Perl, PowerShell, Python, R, Razor, Ruby, Rust, SQL, Visual Basic, XML |
| Snippets                         | Groovy, Markdown, Nim, PHP, Swift |
| Tự động hoàn thành mã thông minh | CSS, HTML, JavaScript, JSON, Less, Sass, TypeScript |
| Cải tiến mã nguồn                | C#, TypeScript |
| Debugging                        | - JavaScript và TypeScript cho Node.js - C# và F# cho Mono trên Linux và macOS - C và C++ trên Windows, Linux và macOS - Python                                                                                 |

Visual Studio Code có thể được mở rộng qua plugin. Điều này giúp bổ sung thêm chức năng cho trình biên tập và hỗ trợ thêm ngôn ngữ. Một tính năng đáng chú ý là khả năng tạo phần mở rộng để phân tích mã, như là các linter và công cụ phân tích, sử dụng Language Server Protocol.

### Quản lý phiên bản
Quản lý phiên bản (version control) là một tính năng tích hợp sẵn nổi bật của Visual Studio Code so với các trình biên tập khác. Chức năng này có một tab chuyên dụng riêng bên trong thanh menu, cho phép người dùng có thể truy cập cài đặt kiểm soát phiên bản và xem các thay đổi được thực hiện đối với dự án hiện tại. Để sử dụng tính năng này, người sử dụng phải liên kết Visual Studio Code với bất kỳ hệ thống quản lý phiên bản được hỗ trợ nào (Git, SVN, Apache Subversion, Perforce, v.v.). Điều này cho phép bạn tạo kho lưu trữ cũng như thực hiện các yêu cầu đẩy (push) và kéo (pull) trực tiếp từ chương trình Visual Studio Code.

## Đường dẫn ngoài
- Website chính thức
- Visual Studio CodeVisual Studio Code trên GitHub